# Brécey
Brécey és un municipi francès situat al departament de la Manche i a la regió de Normandia. L'any 2007 tenia 2.154 habitants.

## Demografia

### Població
El 2007 la població de fet de Brécey era de 2.154 persones. Hi havia 961 famílies de les quals 335 eren unipersonals (112 homes vivint sols i 223 dones vivint soles), 355 parelles sense fills, 223 parelles amb fills i 48 famílies monoparentals amb fills.
La població ha evolucionat segons el següent gràfic:
Habitants censats

### Habitatges
El 2007 hi havia 1.131 habitatges, 976 eren l'habitatge principal de la família, 96 eren segones residències i 59 estaven desocupats. 1.010 eren cases i 107 eren apartaments. Dels 976 habitatges principals, 563 estaven ocupats pels seus propietaris, 399 estaven llogats i ocupats pels llogaters i 14 estaven cedits a títol gratuït; 18 tenien una cambra, 87 en tenien dues, 212 en tenien tres, 261 en tenien quatre i 398 en tenien cinc o més. 724 habitatges disposaven pel capbaix d'una plaça de pàrquing. A 510 habitatges hi havia un automòbil i a 316 n'hi havia dos o més.

### Piràmide de població
La piràmide de població per edats i sexe el 2009 era:
| Homes | Edats   | Dones |
| ----- | ------- | ----- |
| 0     | 95 o +  | 4     |
| 0     | 90 a 94 | 20    |
| 16    | 85 a 89 | 40    |
| 24    | 80 a 84 | 44    |
| 44    | 75 a 79 | 80    |
| 52    | 70 a 74 | 92    |
| 60    | 65 a 69 | 72    |
| 92    | 60 a 64 | 80    |
| 40    | 55 a 59 | 60    |
| 32    | 50 a 54 | 44    |
| 68    | 45 a 49 | 36    |
| 72    | 40 a 44 | 84    |
| 52    | 35 a 39 | 72    |
| 64    | 30 a 34 | 32    |
| 44    | 25 a 29 | 76    |
| 52    | 20 a 24 | 40    |
| 76    | 15 a 19 | 60    |
| 72    | 10 a 14 | 72    |
| 60    | 5 a 9   | 64    |
| 40    | 0 a 4   | 72    |

## Economia
El 2007 la població en edat de treballar era de 1.133 persones, 808 eren actives i 325 eren inactives. De les 808 persones actives 765 estaven ocupades (417 homes i 348 dones) i 43 estaven aturades (15 homes i 28 dones). De les 325 persones inactives 137 estaven jubilades, 99 estaven estudiant i 89 estaven classificades com a «altres inactius».

### Ingressos
El 2009 a Brécey hi havia 976 unitats fiscals que integraven 2.169,5 persones, la mediana anual d'ingressos fiscals per persona era de 14.566 €.

### Activitats econòmiques
Dels 142 establiments que hi havia el 2007, 2 eren d'empreses extractives, 8 d'empreses alimentàries, 1 d'una empresa de fabricació de material elèctric, 8 d'empreses de fabricació d'altres productes industrials, 18 d'empreses de construcció, 29 d'empreses de comerç i reparació d'automòbils, 6 d'empreses de transport, 7 d'empreses d'hostatgeria i restauració, 1 d'una empresa d'informació i comunicació, 9 d'empreses financeres, 4 d'empreses immobiliàries, 14 d'empreses de serveis, 25 d'entitats de l'administració pública i 10 d'empreses classificades com a «altres activitats de serveis».
Dels 37 establiments de servei als particulars que hi havia el 2009, 1 era una oficina d'administració d'Hisenda pública, 1 gendarmeria, 1 oficina de correu, 3 oficines bancàries, 1 funerària, 1 taller de reparació d'automòbils i de material agrícola, 1 taller d'inspecció tècnica de vehicles, 1 autoescola, 1 paleta, 3 guixaires pintors, 6 fusteries, 1 lampisteria, 3 electricistes, 4 perruqueries, 3 veterinaris, 3 restaurants, 2 agències immobiliàries i 1 saló de bellesa.
Dels 14 establiments comercials que hi havia el 2009, 1 era un hipermercat, 1 una gran superfície de material de bricolatge, 4 fleques, 2 carnisseries, 2 llibreries, 1 una llibreria, 1 una sabateria, 1 una botiga de material de revestiment de parets i terra i 1 una joieria.
L'any 2000 a Brécey hi havia 115 explotacions agrícoles que ocupaven un total de 1.280 hectàrees.

## Equipaments sanitaris i escolars
El 2009 hi havia 2 farmàcies i 1 ambulància.
El 2009 hi havia 1 escola maternal i 2 escoles elementals. Brécey disposava d'un col·legi d'educació secundària amb 339 alumnes.

## Poblacions més properes
El següent diagrama mostra les poblacions més properes.